# Estimat del Crispí

L'Estimat de Crispí, respecte del terme d'Abella de la Conca

L'Estimat del Crispí és un paratge del terme municipal d'Abella de la Conca, al Pallars Jussà.
Es tracta d'un antic camp de conreu, actualment convertit en bosc, situat a força alçada, als peus de la cinglera meridional de la Serra de Carreu. És al peu del Camí de les Bordes, al nord-est de la Borda del Castelló i al nord-oest de la Borda del Paulí, al nord del Tros Rodat.

## Etimologia
En diferents indrets de Catalunya, entre ells els Pallars, el terme estimat serveix per a designar un tros de territori, habitualment poc productiu, que pertany a un propietari concret, que dona lloc a la segona part del topònim. En aquest cas es tracta de territori de Cal Crispí.